# 伊萬尼夫卡 (盧希內市鎮)
51°5′4″N 28°9′2″E / 51.08444°N 28.15056°E
伊萬尼夫卡（烏克蘭語：Іванівка）是位於烏克蘭北部的村莊，由日托米爾州科羅斯堅區的卢希内市镇負責管轄。該村始建於1861年，面積0.37平方公里，海拔高度196米，2001年人口49，人口密度每平方公里132.43人。